# رافال جاكيفيتش
رافال جاكيفيتش (بالبولندية: Rafał Jackiewicz) مواليد 17 فبراير 1977، هو ملاكم محترف بولندي يصنف ضمن فئة وزن الوسط.

## المسيرة الاحترافية
من نزالاته:
- خسر أمام كيل بروك بالضربة الفنية القاضية (08-10-2011).
- خسر أمام يان زافيك (20-12-2010).
- انتصر على يان زافيك (29-11-2008).

## إحصائيات
خاض خلال مسيرته 77 نزالا، فاز في 50 وتعادل في 2 وخسر في 25. فاز بالضربة القاضية في 22 نزالا.

## روابط خارجية
- رافال جاكيفيتش على موقع بوكس ريك (الإنجليزية) (registration required)